# الکسی پارامونوف
الکسی پارامونوف (روسی: Алексей Александрович Парамонов؛ زادهٔ ۲۱ فوریهٔ ۱۹۲۵) - درگذشتهٔ ۲۴ اوت ۲۰۱۸) بازیکن و مربی سابق فوتبال اهل اتحاد جماهیر سوسیالیستی شوروی بود.
وی همچنین برندهٔ جوایزی همچون نشان دوستی شده‌است.
از باشگاه‌هایی که در آن بازی کرده‌است می‌توان به باشگاه فوتبال اسپارتاک مسکو اشاره کرد. وی به‌همراه تیم ملی فوتبال شوروی به مقام قهرمانی فوتبال در بازی‌های المپیک تابستانی ۱۹۵۶ دست پیدا کرده‌است.